# Dama de Guardamar

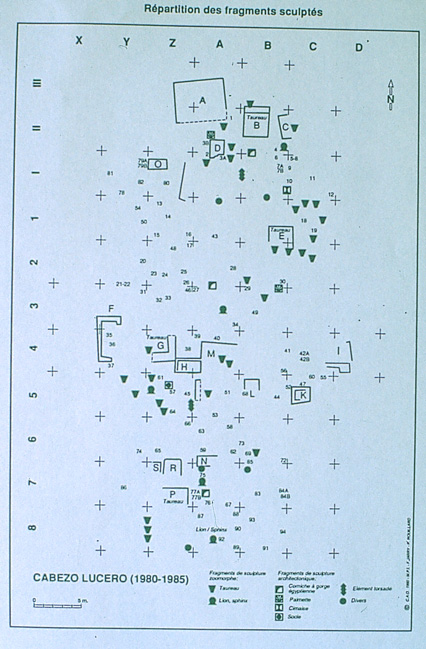

La Dama de Guardamar, también llamada Dama de Cabezo Lucero, fue descubierta en el yacimiento arqueológico de Cabezo Lucero sito en el término municipal de Guardamar del Segura (provincia de Alicante, España) el 22 de septiembre de 1987, en el curso de unas excavaciones arqueológicas.

## Historia
A poca profundidad, en la tumba número 100, apareció un gran trozo de un rodete de piedra, primer fragmento de un busto de dama ibérica. La excavación proporcionó muchos elementos más, entre ellos un gran fragmento que comprendía el tocado, la cara y el cuello. Pero la escultura, rota de antiguo, había sido martilleada e incluso en zonas había sufrido la acción del fuego. Transportada al laboratorio del Museo Arqueológico Provincial de Alicante, el restaurador Vicente Bernabeu comenzó con el lavado e identificación de los restos hallados, así apareció un trozo con el mentón, otro con los labios, que habían sufrido una erosión en el labio inferior derecho, fragmentos del pecho y de los collares, y otros muchos trozos de piedra, pertenecientes a la pieza, pero que no encajaban entre sí ni tenían ninguna superficie labrada. La tarea de restauración fue delicada y minuciosa, prolongándose desde octubre de 1987 hasta junio de 1988, en que se culminó. La pericia del restaurador Vicente Bernabéu y su capacidad artística lograron revivir una pieza que era de dificilísima reconstrucción, y que ahora, aún con lo que le falta, muestra su belleza tal cual pudo salir de las manos del escultor que la labró hace dos mil quinientos años. Se conserva en el MARQ (Alicante).

## Descripción
Es una escultura fragmentada, de piedra caliza de grano fino, color grisáceo. Su altura máxima (en estado restaurado) es de 50 cm., de los que 25 cm. corresponden a la cabeza y la cara. Se inscribe en la escultura ibérica de gran formato. 

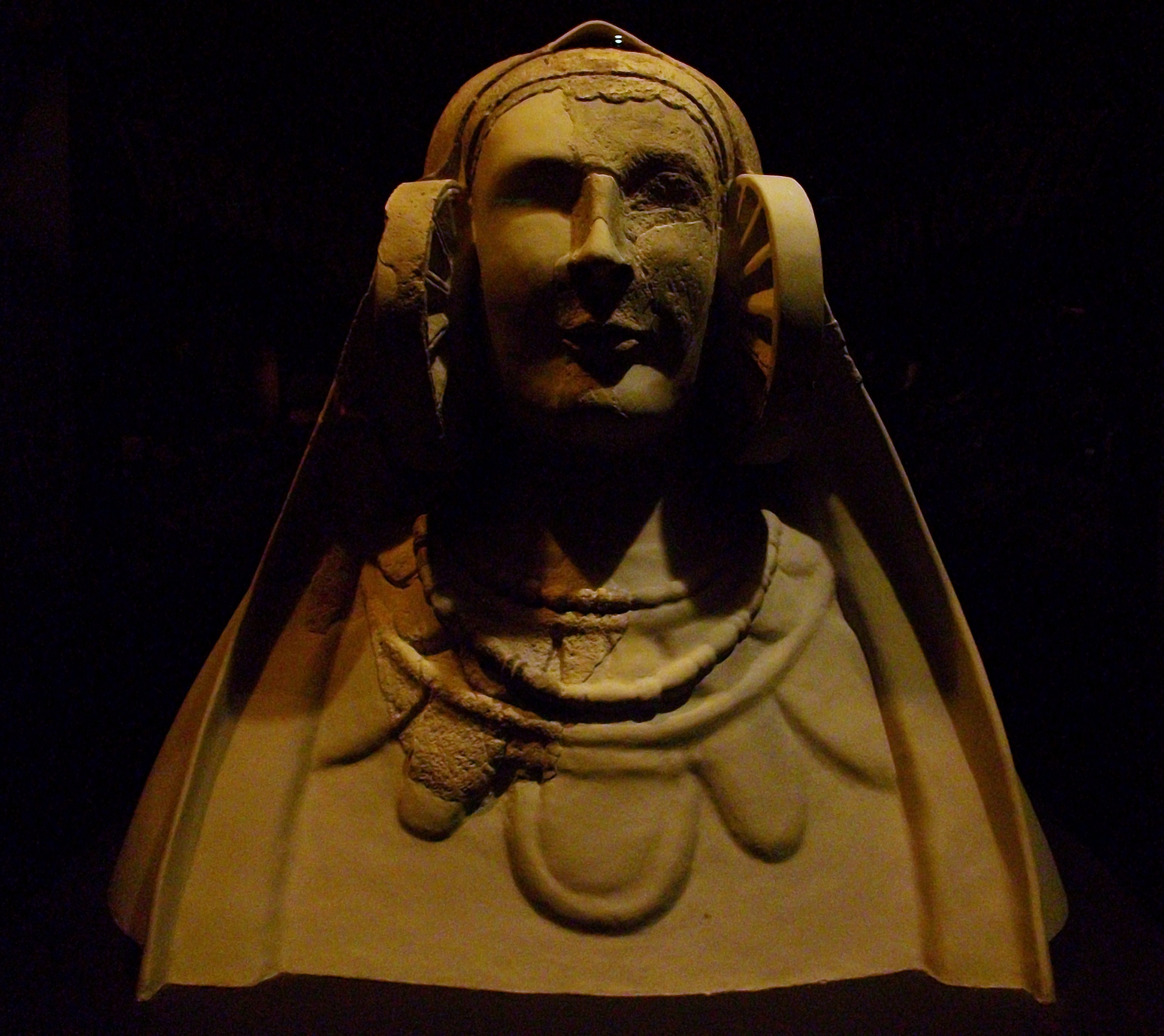
Vista frontal

La Dama viste una túnica con escote redondo, sin ningún broche. En la frente hay una diadema que muestra unas ondas en su parte inferior, cubierta por una banda de tejido que enlaza los dos rodetes laterales, objetos cilíndricos huecos, de poco grosor, seguramente de metal, decorados al exterior por un umbo central y unos radios en talla a bisel, de 16 cm de diámetro. Por encima de la banda y los rodetes está el manto, ajustado sobre una cofia, alta en la nuca, en el que están finamente labradas las arrugas. El borde del manto se levanta un poco en el centro de la frente y por los lados se ajusta a los rodetes, cubriéndolos en parte. Los ojos están solamente indicados, ya que la cara fue martilleada. Se ha podido reconstruir la nariz, boca y mentón que estaban en pedazos. Sobre el pecho y en una altura de 19 cm. se desarrollan dos órdenes diferentes de collares. El inferior está compuesto por siete bullae o dijes, todos iguales salvo el central, que tiene una acanaladura, colgadas de un grueso cordón. Más abajo hay otro segundo collar con dijes, más grandes que los anteriores, de los que hay dos en forma de triángulo curvilíneo y tres mayores, con la parte inferior semicircular. De estos últimos el central va decorado con una acanaladura. Se puede postular por paralelos (como los collares del Tesoro de Aliseda (Cáceres)), que estas bullae o dijes eran de metal, seguramente precioso.
Por encima de estos collares hay otros dos, el superior, más cercano al cuello, es una sarta de cuentas de tres formas, en oliva, esféricas y planas, que se ensartan por este orden: oliva, esférica plano, esférica, oliva. Más abajo, sobre el pecho hay otro collar de cuentas algo más grandes, compuesto por una sarta de cuentas esféricas, separadas por dos cuentas planas. Estos dos collares deberían de ser de cuentas de pasta vítrea, que aparecen muy a menudo en las excavaciones de Lucentum (Alicante).
Estilísticamente la Dama del Cabezo Lucero resulta formalmente un poco más arcaica que las de Baza, Cerro de los Santos y Elche, con unas características más ibéricas, frente a la de Elche, más helenizante. En cuanto a cronología, el yacimiento no sobrepasa el 300 a. C., y su florecimiento se emplaza entre el 430 y el 350 a. C. en líneas generales. Parece posible darle una fecha entre el 400 y el 370 a. C.
Su contexto es funerario. En efecto, este hallazgo se acompaña de otros testimonios de escultura  relativos a animales (grifos, toros...), comparables a los de otras necrópolis ibéricas del sureste y de Andalucía occidental que ratifican la existencia de una necrópolis aristocrática en Cabezo Lucero. 